# Tatra 613
O Tatra 613 foi um carro de luxo com tração traseira e motor refrigerado a ar montado na traseira, fabricado pela fabricante checoslovaca Tatra de 1974 a 1996 como substituto da série Tatra 603.
Ele apresentava uma carroceria totalmente nova, estilizada pela Vignale da Itália em 1968, e usava um motor V8 de 3,5 litros DOHC refrigerado a ar com 168 cv. Versões posteriores com injeção atingiram 200 cv, com uma velocidade máxima de 230 km/h. O design foi atualizado mais cinco vezes até ser substituído pelo Tatra 700 em 1996, ele próprio um T613-5 remodelado.
Os veículos Tatra 613 eram usados principalmente por autoridades governamentais, executivos da indústria e, em número limitado, também eram usados como viaturas de polícia e como veículos de resposta rápida para combate a incêndio e resgate durante eventos de automobilismo.

## Especificações
- Tipo do motor e layout: Tatra 613, V8 2x DOHC refrigerado a ar
- Cilindrada: 3.495 cc (3.5L), diâmetro: 85 mm, curso: 77 mm
- Potência máxima: 168 cv a 5.200 rpm, 200 cv[4] a 5.750 rpm (versão com injeção)
- Torque máximo: 270 N⋅m a 3.330 rpm,[3] 300 N⋅m (versão com injeção)
- Velocidade máxima: 190 km/h, 230 km/h (versão com injeção)[4]
- 0–100 km/h: 11,4 s (613-4 com carburador)[3]

## Versões
- 1974—1980: Tatra 613 - 4.581 veículos produzidos[5]
- 1980—1984: Tatra 613-2 (mudanças em peças automotivas, economia de combustível) - 1.045 veículos produzidos
- 1985—1991: Tatra 613-3 (1ª facelift por V.Výborný) - 903 veículos produzidos
- 1985—1996: Tatra 613 RTP e RZP (ambulância)
- 1989—1996: Tatra 613-4 e Tatra 613-4 Long (2ª facelift) - 191 veículos produzidos
- 1993—1994: Tatra 613-5 - apenas quatro protótipos foram feitos, um carro 'ocidentalizado' com injeção de combustível foi contratado pelo ex-engenheiro de desenvolvimento da Jaguar, Tim Bishop, da Inglaterra.
- 1993—1996: Tatra 613-4 Mi and Tatra 613-4 Mi Long (versão de luxo) - 109 veículos produzidos + várias dezenas de versões longas
- 1995—1996: Tatra 613-4 Mi Long MODEL 95 (3ª facelift) - várias dezenas produzidas

## Galeria

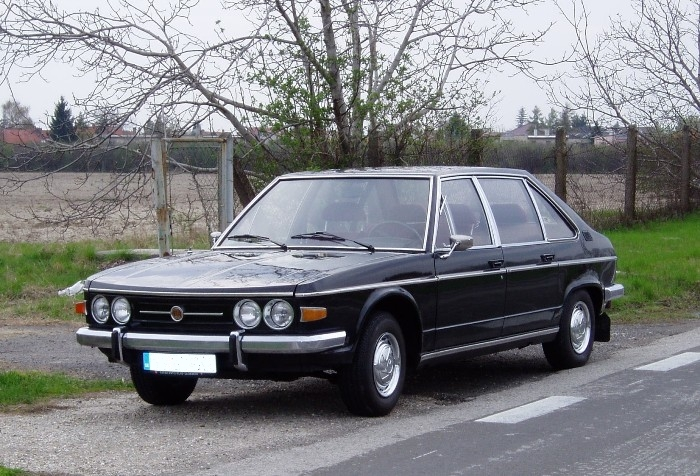
Tatra 613-2
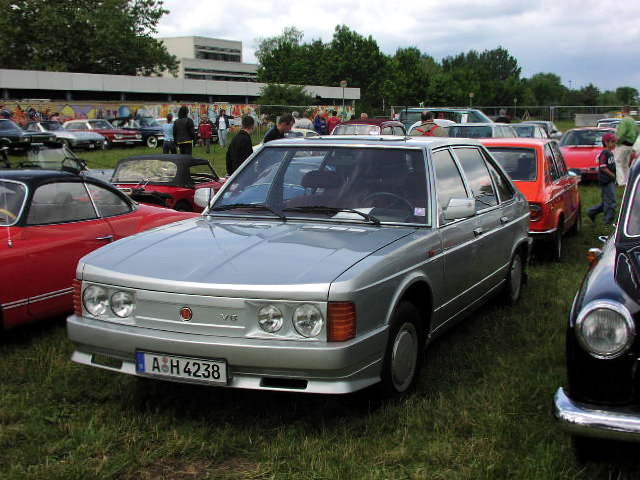
Tatra 613-3
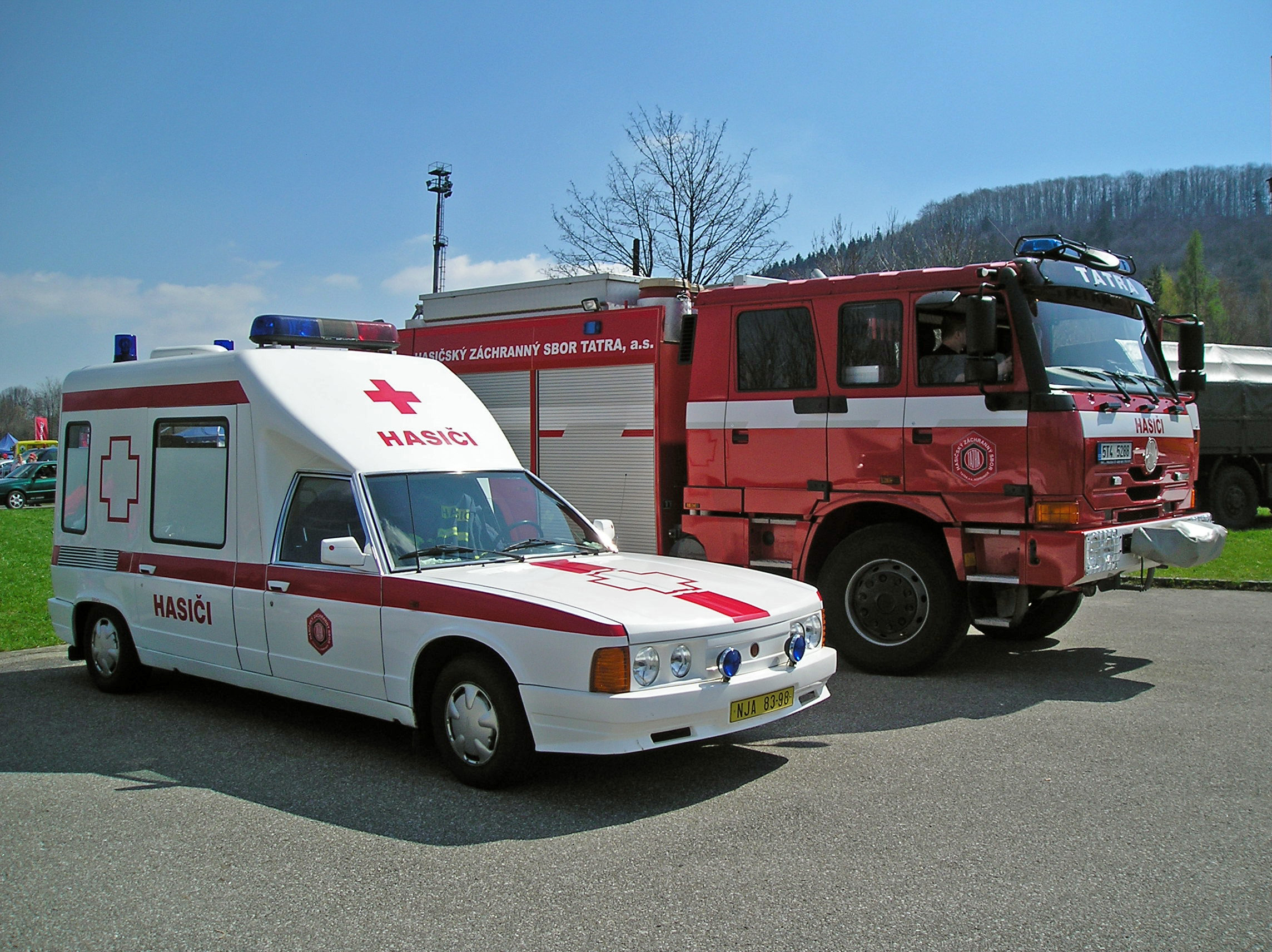
Tatra 613 RZP
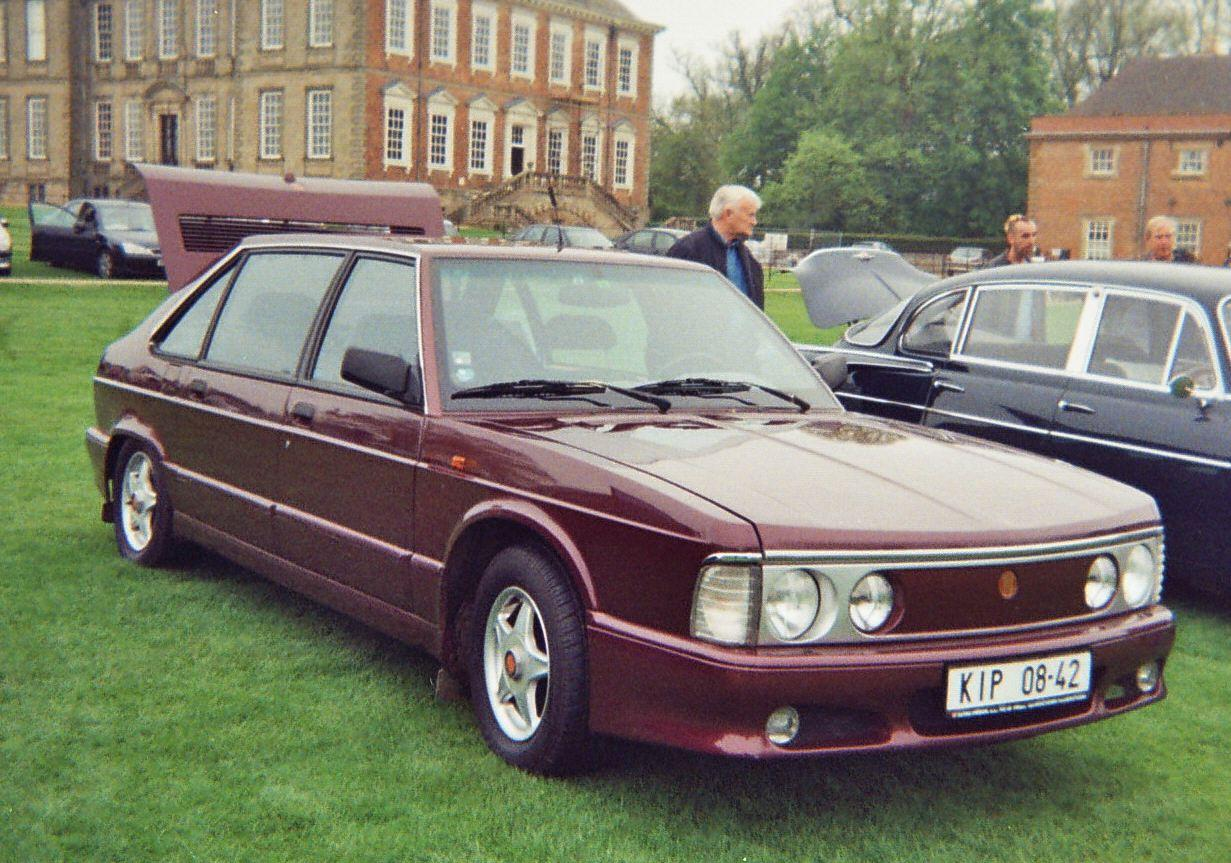
Tatra 613-4
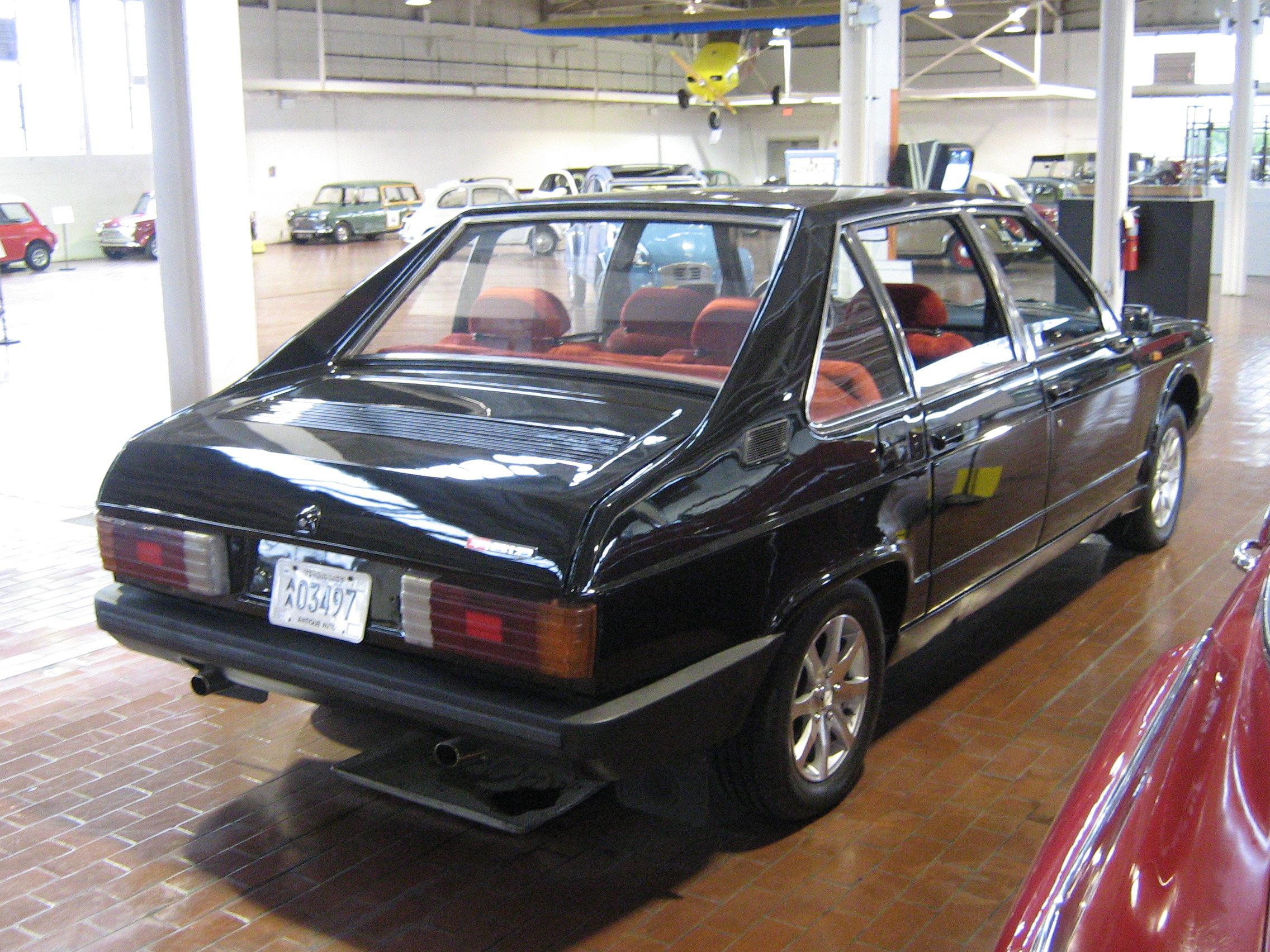
Traseira do T613